# Ebebiyín (Kié-Ntem)
Ebebiyín ist eine Stadt in Äquatorialguinea. Sie liegt im äußersten Nordosten des Landes an der Grenze zu Gabun und Kamerun. Mit rund 32.000 Einwohnern (Berechnung 2015) ist sie drittgrößte Stadt des Landes. Ebebiyín ist Hauptstadt der Provinz Kié-Ntem und Sitz des römisch-katholischen Bistums Ebebiyin. In der Stadt befindet sich eine der drei katholischen Kathedralen von Äquatorialguinea.
Bei der Fußball-Afrikameisterschaft 2015 wurden hier sechs Spiele ausgetragen.